# Así celeste
«Así celeste / Celeste» es una canción de la cantante italiana Laura Pausini. Es el último sencillo del décimo álbum de estudio de la cantante Inédito, siendo liberada el 5 de noviembre de 2012. Fue escrita por Pausini junto a Beppe Dati y producida por Celso Valli. La canción representa lo que Laura deseaba decirle a su hija Paola cuando ella nació.
Pausini confirmó el quince de septiembre de 2012 durante una reunión de fanes que estaba embarazada, y que desde un inicio «Troppo tempo» sería el último sencillo del álbum, pero cuando descubrió que estaba en embarazo cambió de parecer y escogió a «Celeste».
El vídeo oficial de la canción se rodó en octubre de 2012, fue dirigido por el italiano Gaetano Morbioli y publicado el ocho de noviembre de 2012. En el vídeo aparece Pausini frente a un piano, en algunas partes del vídeo la cantante se muestra llorando.

## Lista de canciones
1. «Así celeste»
2. «Celeste»

## Posicionamiento en listas

### Semanales y mensuales
| Italia | Top Digital Download | 27 |

## Certificaciones
| Territorio | Organismo certificador | Certificación | Ventas certificadas | Simbolización | Ref.  |
| ---------- | ---------------------- | ------------- | ------------------- | ------------- | ----- |
| Italia     | FIMI                   | Oro           | 15 000              | ●             | [ 4 ] |